# Da Bomb
Da Bomb es el segundo álbum del dúo de Hip Hop Kris Kross, compuesto por Chris "Mac Daddy" Kelly and Chris "Daddy Mac" Smith. El álbum salió a la venta el 6 de agosto de 1993, siguiendo el éxito del primer álbum

## Información del álbum
EL álbum está producido íntegramente por Jermaine Dupri, el cuál fue el protector del dúo durante toda su carrera. Aunque el éxito de su primer álbum fue notable (siendo certificado platino 4x) este no lo fue tanto debido al cambio de imagen sufrido por el dúo, ya que decidieron no dar una imagen tan infantil (pese a que pasó solo un año) y ofrecieron una mezcla de hardcore/gangsta. Sin contar algunas críticas negativas el álbum vendió 4 millones de copias por el mundo y fue certificado platino en los Estados Unidos, llegando a la posición #13 en la lista. Se sacaron tres singles para este álbum "I'm Real", "Da Bomb" y "Alright" con Super Cat.

## Lista de canciones
| #  | Título                     | Colaborador | Duración |
| -- | -------------------------- | ----------- | -------- |
| 1  | "Intro"                    | —           | 0:19     |
| 2  | "Da Bomb"                  | —           | 4:10     |
| 3  | "Sound Of My Hood"         | —           | 2:40     |
| 4  | "It Don't Stop"            | —           | 2:56     |
| 5  | "D.J. Nabs Break"          | —           | 1:41     |
| 6  | "Alright"                  | Super Cat   | 4:03     |
| 7  | "I'm Real"                 | —           | 3:14     |
| 8  | "2 Da Beat Ch'Yall"        | —           | 3:41     |
| 9  | "Freak Da Funk"            | —           | 2:59     |
| 10 | "A Lot 2 Live 4"           | —           | 2:14     |
| 11 | "Take Um Out"              | —           | 4:35     |
| 12 | "Alright [Extended Remix]" | —           | 6:01     |

## Posicionamiento
| Lista (1993)           | Posición |
| ---------------------- | -------- |
| Billboard 200          | 13       |
| Top R&B/Hip-Hop Albums | 2        |